# Omicron Ursae Majoris
Pour les articles homonymes, voir Omicron.
Désignations
Omicron Ursae Majoris (ο UMa / ο Ursae Majoris), également nommée Muscida, est une étoile binaire de la constellation de la Grande Ourse. Elle est située à environ 182 années-lumière de la Terre. Elle s'en éloigne à une vitesse radiale héliocentrique de +20 km/s.

## Nomenclature et histoire

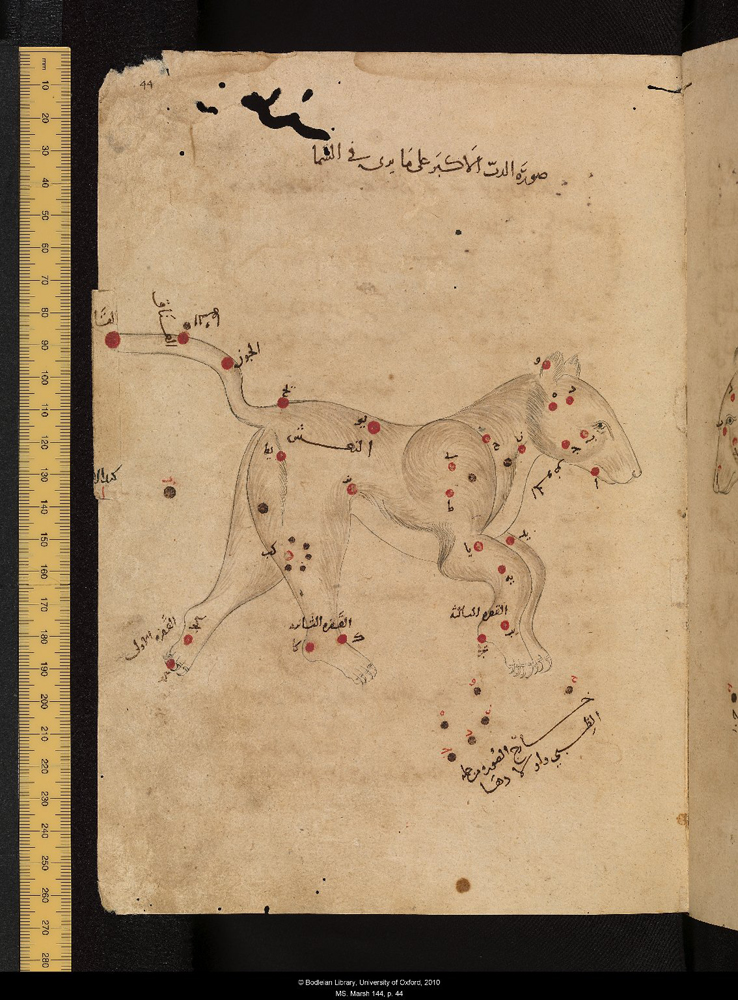
La figure de la Grande Ourse (en arabe الدبّ الأكبر, al-Dubb al-Akbar) dans une copie de 1009-1010 (A.H. 400) conservée à la bibliothèque Bodléienne du Livre des étoiles fixes, traité de ᶜAbd al-Raḥmān al-Ṣūfī dont l'original date de vers 964. La Grande Casserole est visible à gauche (queue et croupe), tandis que ο Ursae Majoris est à droite au niveau de la bouche de la Grande Ourse.

ο Ursae Majoris, latinisé Omicron Ursae Majoris, est la désignation de Bayer de l'étoile. Elle porte également la désignation de Flamsteed de 1 Ursae Majoris.
« Muscida » est aujourd’hui le nom approuvé pour ο UMa par l’Union astronomique internationale (UAI). Le nom est récent, mais le cheminement de sa genèse plutôt long. Première étoile de la Μεγάλη Ἄρκτος (Megálê Árktos, la Grande Ourse) chez Ptolémée, elle est décrite ainsi : έπί ἄκρου τοῦ ῥύγχους[C'est-à-dire ?]. Elle est ensuite dénommée على طرف الخطم (ᶜlā ṭaraf al-ḫaṭm)[C'est-à-dire ?] par les traducteurs arabes de la Μαθηματική σύνταξις (l'Almageste), al-Ḥağğāğ b. Maṭar et Isḥāq b. Ḥunayn. Cela est, à son tour, rendu en latin par super extremitatem muside[C'est-à-dire ?] chez Gérard de Crémone (ca. 1175), puis par in naso, barbaris muscidâ[C'est-à-dire ?] dans l’Uranometria de Johann Bayer (1603). Citant ce dernier, Richard Hinckley Allen (1899) extrait Muscida de la locution qui décrit la position de pour le transformer en nom, nom qui passe dès lors dans les catalogues.

## Caractéristiques principales
La composante primaire, désignée Omicron Ursae Majoris A, est une géante jaune de type spectral G5 III: et d'une magnitude apparente de +3,36.
Elle a une compagne de 15e magnitude, Omicron Ursae Majoris B, à sept secondes d'arc de la primaire.
On lui attribue parfois deux composantes supplémentaires, Omicron Ursae Majoris C et D, mais, d'après les données de mouvement propre, ce ne sont que des compagnes optiques.
L'étoile est également une variable suspectée de type inconnu avec une possible période de 358 jours et une amplitude de 0,5 magnitude.

## Système planétaire
En 2012, une exoplanète désignée Omicron Ursae Majoris Ab, orbitant l'étoile primaire à une distance de 3,9 ua, a été découverte. Il s'agit d'une géante gazeuse environ 4,1 fois plus massive que Jupiter et qui complète une orbite en 1 630 jours :
| Planète | Masse   | Demi-grand axe (ua) | Période orbitale (jours) | Excentricité  | Inclinaison | Rayon |
| ------- | ------- | ------------------- | ------------------------ | ------------- | ----------- | ----- |
| Ab      | >4,1 MJ | 3,9                 | 1 630 ± 35               | 0,130 ± 0,065 |             |       |